# Menneus camelus
Menneus camelus là một loài nhện trong họ Deinopidae.
Loài này thuộc chi Menneus. Menneus camelus được miêu tả năm 1902 bởi Reginald Innes Pocock.